# Государственное собрание Словении

Штандарт председателя Парламента Словении

Государственное собрание Республики Словении (словен. Državni zbor Republike Slovenije) — высший представительный и законодательный орган Словении. 
Создано в 1992 году на основе Конституции Словении 1991 года. Представляет собой однопалатный парламент. Состоит из 90 депутатов, избираемых сроком на четыре года на основе всеобщего, равного, прямого избирательного права при тайном голосовании. Конституция закрепляет обязательное представительство итальянского и венгерского национальных меньшинств (по одному депутату).
Парламент размещается во дворце на площади Республики в центре столицы Словении города Любляна. Дворец построен в 1954—1959 годах словенским архитектором Винко Гланцем (1902—1977).
На выборах в апреле 2022 года победу одержало левоцентристское «Движение „Свобода“» во главе с Робертом Голобом, которое получило 41 из 90 мест. Словенская демократическая партия премьер-министра страны Янеза Янши заняла второе место (23,53 % и 27 мест). «Новая Словения — Христианские демократы» получили 8 мест. Также в парламент прошли социал-демократы (7 мест) и левые (5).